# ناکاجیما ای۱ان
ناکاجیما ای۱ان (به انگلیسی: Nakajima A1N) یا جنگنده ناوپایه نوع ۵ (به ژاپنی: 三式艦上戦闘機)  یک هواگرد جنگنده ناوپایه دوباله تک‌موتوره تک‌سرنشین ساخت شرکت ناکاجیما در امپراتوری ژاپن بود. این هواگرد نخستین پروازش را در ۱۲ دسامبر ۱۹۲۷ انجام داد. مجموعا ۱۵۱ فروند از آن تولید شد.